# Lyngby Bueskyttelaug

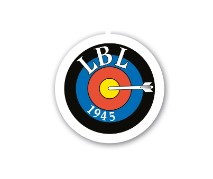
Logo

El gremio de tiro con arco de Lyngby es uno de los más antiguos de Dinamarca. Compiten en arco largo, arco de barra y recurvo. 

## Fundación del club
Tras el final de la guerra, antes de que ocurra nada en Lyngby. Por toda la ciudad se pueden ver carteles, donde en un Mr. Olsen invita a entusiastas del tiro con arco a su domicilio particular con el objetivo de fundar un club de tiro con arco. El domingo 24 de junio de 1945, 11 personas se presentan en Holmelinsvej 13, Kgs. Lyngby

## El primer año del club
Sigue siendo más o menos incierto si el tiro con arco se había practicado en Lyngby de forma organizada antes del 24 de junio de 1945, pero del acta de la asamblea general de la asociación del 28 de marzo de 1946 se desprende que Brede Bueskyttelaug se une a Lyngby Bueskyttelaug, ya que los antiguos miembros de la junta directiva de Brede Bueskyttelaug, Jens Hansen y Christian Larsen transfieren un saldo de 30 coronas danesas a Lyngby Bueskyttelaug. Después del 24 de junio de 1945, es seguro que innumerables flechas volaron por el aire en Lyngby y sus alrededores.
El tiro con arco en Dinamarca despegó lentamente en la década de 1930. El libro de Carl Dreyer "Med bue og arrow" de 1935 y los libros de Ahlefeldt Bille "Buemageri" e "Impala" de 1936 son los primeros indicios del renacimiento del tiro con arco en Dinamarca. Pero también el hecho de que todos los tiradores de rifle y pistola tuvieran que ir por las malas a la comisaría local y entregar sus armas cuando Dinamarca fue ocupada, hace que el arco se erija de repente como la única alternativa a estas armas de fuego. En los clubes de tiro con arco se reunían tanto tiradores con intereses cinegéticos como tiradores con intereses de competición. El 24 de mayo de 1941, dos asociaciones con sede en Aarhus, Silkeborg Bueskytterlaug, Skjern Bueskytteforening y Kjøbenhavns Bueskyttelaug, fundan en Aarhus la Asociación Danesa de Tiro con Arco.

## Fechas importantes en la historia de la asociación
El 19 de marzo de 1946, Lyngby Bueskyttelaug fue admitida en la Asociación Danesa de Tiro con Arco. (DBSF)
El 9 de diciembre de 1946, Lyngby Bueskyttelaug fue admitida en la Asociación de Asociaciones Deportivas del Municipio de Lyngby-Taarbæk.

## Personas notables de la asociación
Personas notables por sus habilidades en competiciones como Arne Østergaard(campeón del mundo), Leif Skovgaard(medalla de plata en la copa del mundo) han entrenado y han sido miembros de la asociación. Pero también personas conocidas por otras cosas, como la literatura o el cine, como Lars Andersen y Claes Lindhardt. Además de personas que ostentan récords mundiales como Palle Larsen